# La canzone dell'amore perduto/La ballata dell'amore cieco (o della vanità)
La canzone dell'amore perduto/La ballata dell'amore cieco (o della vanità) è il nono singolo di Fabrizio De André, pubblicato in Italia dalla Karim nel 1966.

## Tracce
1. La canzone dell'amore perduto (testo di Fabrizio De André; musica di Georg Philipp Telemann[1])
2. La ballata dell'amore cieco (o della vanità) (testo e musica di Fabrizio De André)

## Copertina
La copertina riporta su entrambi i fronti un primo piano di tre quarti in bianco e nero dell'artista. La medesima immagine sarà utilizzata in contemporanea per le ristampe di altri singoli pubblicati da De André per la Karim. Non vi sono, né in copertina né sull'etichetta, informazioni su chi abbia elaborato gli arrangiamenti delle canzoni.

## Brani

### La canzone dell'amore perduto
(Enrica "Puny" Rignon, prima moglie di Fabrizio)
Una delle più famose ballate della storia della musica italiana (lo testimoniano le interpretazioni, tra gli altri, di Donatella Moretti, Franco Battiato, Gino Paoli, Claudio Baglioni, Antonella Ruggiero, Mango, Luca Bonaffini, Francesca Michielin).

### La ballata dell'amore cieco (o della vanità)
Il brano narra la tragica storia di «un uomo onesto, un uomo probo» che si innamora follemente di una femme fatale di chiara ispirazione baudelairiana, la quale non lo ricambia e come prova d'amore prima gli impone di uccidere la madre portandole il suo cuore e poi di tagliarsi le vene e quindi di morire. La donna, tuttavia, quando si accorge che il poveretto muore felice, è presa da sconcerto, perché il suo vanitoso atteggiamento di superiorità le si rivolge contro: lui spira contento e innamorato, mentre a lei non resta nulla, «non il suo amore, non il suo bene, ma solo il sangue secco delle sue vene». In tal modo De André esce dal canone, dal topos letterario, mostrando anche l'umana fragilità del personaggio.
Il testo drammatico e le scene forti stridono con irriverenza con l'allegro ritmo di swing della musica, con tanto di un «tra-la-la-lalla, tra-la-la-leru» degno di una gioiosa filastrocca ripetuto continuamente.
Il soggetto del brano è ripreso dalla poesia "Cuore di mamma" del poeta francese Jean Richepin.
La canzone fu incisa e pubblicata da Marzia Ubaldi (una cantante che incideva per la Karim) poco prima della versione di De André (infatti il disco della cantante ha come numero di catalogo KN 211, mentre quello del cantautore ha KN 214).